# Derbi de los Ancares
El derbi de los Ancares es un partido de fútbol entre el C. D. Lugo y la S. D. Ponferradina. Recibe este nombre por la sierra de Ancares, que se encuentra entre Ponferrada y Lugo, separando así las dos ciudades.
Se disputó por primera vez en 1952, cuando los dos equipos jugaban en Tercera División, en Ponferrada, con triunfo de los locales por 5-2.

## Partidos oficiales
| Temporada | Torneo                | Local              | Visitante          | Fecha                    | Resultado |
| --------- | --------------------- | ------------------ | ------------------ | ------------------------ | --------- |
| 1953-54   | 3.ª División          | S. D. Ponferradina | C. D. Lugo         | 13 de diciembre de 1953  | 5-2       |
| 1953-54   | 3.ª División          | C. D. Lugo         | S. D. Ponferradina | 18 de abril de 1954      | 3-0       |
| 1970-71   | 3.ª División          | C. D. Lugo         | S. D. Ponferradina | 13 de diciembre de 1970  | 0-2       |
| 1970-71   | 3.ª División          | S. D. Ponferradina | C. D. Lugo         | 25 de abril de 1971      | 0-0       |
| 1971-72   | Copa del Generalísimo | S. D. Ponferradina | C. D. Lugo         | 24 de octubre de 1971    | 0-0       |
| 1971-72   | Copa del Generalísimo | C. D. Lugo         | S. D. Ponferradina | 7 de noviembre de 1971   | 2-1       |
| 1971-72   | 3.ª División          | C. D. Lugo         | S. D. Ponferradina | 6 de enero de 1972       | 0-0       |
| 1971-72   | 3.ª División          | S. D. Ponferradina | C. D. Lugo         | 11 de mayo de 1972       | 1-0       |
| 1973-74   | 3.ª División          | S. D. Ponferradina | C. D. Lugo         | 14 de octubre de 1973    | 2-2       |
| 1973-74   | 3.ª División          | C. D. Lugo         | S. D. Ponferradina | 3 de marzo de 1974       | 0-2       |
| 1977-78   | 3.ª División          | S. D. Ponferradina | C. D. Lugo         | 4 de diciembre de 1977   | 0-1       |
| 1977-78   | 3.ª División          | C. D. Lugo         | S. D. Ponferradina | 16 de abril de 1978      | 4-1       |
| 1979-80   | 3.ª División          | S. D. Ponferradina | C. D. Lugo         | 14 de octubre de 1979    | 1-1       |
| 1979-80   | 3.ª División          | C. D. Lugo         | S. D. Ponferradina | 9 de marzo de 1980       | 0-0       |
| 1987-88   | 2.ª División B        | C. D. Lugo         | S. D. Ponferradina | 4 de octubre de 1987     | 4-1       |
| 1987-88   | 2.ª División B        | S. D. Ponferradina | C. D. Lugo         | 21 de febrero de 1988    | 0-1       |
| 1988-89   | 2.ª División B        | C. D. Lugo         | S. D. Ponferradina | 2 de octubre de 1988     | 2-0       |
| 1988-89   | 2.ª División B        | S. D. Ponferradina | C. D. Lugo         | 5 de marzo de 1989       | 1-0       |
| 1989-90   | 2.ª División B        | S. D. Ponferradina | C. D. Lugo         | 24 de septiembre de 1989 | 0-0       |
| 1989-90   | 2.ª División B        | C. D. Lugo         | S. D. Ponferradina | 11 de febrero de 1990    | 1-0       |
| 1990-91   | 2.ª División B        | S. D. Ponferradina | C. D. Lugo         | 7 de octubre de 1990     | 0-1       |
| 1990-91   | 2.ª División B        | C. D. Lugo         | S. D. Ponferradina | 17 de febrero de 1991    | 1-0       |
| 1991-92   | 2.ª División B        | C. D. Lugo         | S. D. Ponferradina | 15 de septiembre de 1991 | 1-0       |
| 1991-92   | 2.ª División B        | S. D. Ponferradina | C. D. Lugo         | 2 de febrero de 1992     | 1-1       |
| 1993-94   | 2.ª División B        | C. D. Lugo         | S. D. Ponferradina | 12 de septiembre de 1993 | 2-0       |
| 1993-94   | 2.ª División B        | S. D. Ponferradina | C. D. Lugo         | 16 de enero de 1994      | 1-0       |
| 1994-95   | Copa del Rey          | S. D. Ponferradina | C. D. Lugo         | 22 de septiembre de 1994 | 1-1       |
| 1994-95   | Copa del Rey          | C. D. Lugo         | S. D. Ponferradina | 5 de octubre de 1994     | 6-0       |
| 1999-00   | 2.ª División B        | C. D. Lugo         | S. D. Ponferradina | 12 de septiembre de 1999 | 1-1       |
| 1999-00   | 2.ª División B        | S. D. Ponferradina | C. D. Lugo         | 23 de enero del 2000     | 1-0       |
| 2000-01   | 2.ª División B        | C. D. Lugo         | S. D. Ponferradina | 29 de octubre del 2000   | 1-3       |
| 2000-01   | 2.ª División B        | S. D. Ponferradina | C. D. Lugo         | 11 de marzo de 2001      | 1-2       |
| 2001-02   | 2.ª División B        | S. D. Ponferradina | C. D. Lugo         | 21 de octubre de 2001    | 4-1       |
| 2001-02   | 2.ª División B        | C. D. Lugo         | S. D. Ponferradina | 3 de marzo de 2002       | 1-1       |
| 2002-03   | 2.ª División B        | C. D. Lugo         | S. D. Ponferradina | 5 de enero de 2003       | 1-0       |
| 2002-03   | 2.ª División B        | S. D. Ponferradina | C. D. Lugo         | 11 de mayo de 2003       | 1-3       |
| 2008-09   | 2.ª División B        | S. D. Ponferradina | C. D. Lugo         | 16 de noviembre de 2008  | 3-3       |
| 2008-09   | 2.ª División B        | C. D. Lugo         | S. D. Ponferradina | 29 de marzo de 2009      | 2-4       |
| 2009-10   | 2.ª División B        | C. D. Lugo         | S. D. Ponferradina | 13 de septiembre de 2009 | 0-0       |
| 2009-10   | 2.ª División B        | S. D. Ponferradina | C. D. Lugo         | 24 de enero de 2010      | 2-1       |
| 2012-13   | 2.ª División B        | S. D. Ponferradina | C. D. Lugo         | 13 de enero de 2013      | 0-1       |
| 2012-13   | 2.ª División B        | C. D. Lugo         | S. D. Ponferradina | 8 de junio de 2013       | 2-2       |
| 2013-14   | 2.ª División B        | S. D. Ponferradina | C. D. Lugo         | 16 de noviembre de 2013  | 0-2       |
| 2013-14   | 2.ª División B        | C. D. Lugo         | S. D. Ponferradina | 19 de abril de 2014      | 3-0       |
| 2014-15   | 2.ª División          | C. D. Lugo         | S. D. Ponferradina | 4 de enero de 2015       | 0-0       |
| 2014-15   | 2.ª División          | S. D. Ponferradina | C. D. Lugo         | 23 de mayo de 2015       | 1-0       |
| 2015-16   | Copa del Rey          | S. D. Ponferradina | C. D. Lugo         | 15 de octubre de 2015    | 1-0       |
| 2015-16   | 2.ª División          | C. D. Lugo         | S. D. Ponferradina | 12 de diciembre de 2015  | 3-1       |
| 2015-16   | 2.ª División          | S. D. Ponferradina | C. D. Lugo         | 15 de mayo de 2016       | 2-1       |
| 2019-20   | 2.ª División          | C. D. Lugo         | S. D. Ponferradina | 18 de septiembre de 2019 | 2-2       |
| 2019-20   | 2.ª División          | S. D. Ponferradina | C. D. Lugo         | 8 de julio de 2020       | 0-1       |
| 2020-21   | 2.ª División          | C. D. Lugo         | S. D. Ponferradina | 11 de diciembre de 2020  | 1-0       |
| 2020-21   | 2.ª División          | S. D. Ponferradina | C. D. Lugo         | 24 de abril de 2021      | 2-0       |
| 2021-22   | 2.ª División          | C. D. Lugo         | S. D. Ponferradina | 6 de noviembre de 2021   | 1-2       |
| 2021-22   | 2.ª División          | S. D. Ponferradina | C. D. Lugo         | 17 de abril de 2022      | 3-1       |
| 2022-23   | 2.ª División          | S. D. Ponferradina | C. D. Lugo         | 11 de diciembre de 2022  | 1-0       |
| 2022-23   | 2.ª División          | C. D. Lugo         | S. D. Ponferradina | 2 de abril de 2023       | 0-0       |
| 2023-24   | Primera Federación    | C. D. Lugo         | S. D. Ponferradina | 17 de septiembre de 2023 | 0-0       |
| 2023-24   | Primera Federación    | S. D. Ponferradina | C. D. Lugo         | 17 de marzo de 2024      | 0-0       |
| 2024-25   | Primera Federación    | C. D. Lugo         | S. D. Ponferradina | 15 de diciembre de 2024  | 0-1       |
| 2024-25   | Primera Federación    | S. D. Ponferradina | C. D. Lugo         | 23 de marzo de 2024      | 0-1       |